# Loraldia (El tiempo de las flores)
Loraldia (El tiempo de las flores) és una pel·lícula coproducció de l'Argentina i Espanya  dirigida per Óscar Aizpeolea sobre el seu propi guió amb adaptació de Mauricio Skorulski que es va estrenar el 16 de maig de 1991 i que va tenir com a actors principals a Bárbara Mujica (va ser la seva última pel·lícula), Susana Campos, Aldo Barbero i Isidoro Fernández. Va ser filmada a Colonia Barón, província de La Pampa,

## Argument
Imatges de sensacions, trobades i desacords vinculades als bascos a l'Argentina.

## Repartiment
- Bárbara Mujica
- Susana Campos
- Aldo Barbero
- Isidoro Fernández
- Garbiñe Losada
- Juan Martín del Valle
- Luis García
- Fabio Aste
- Asier Hernández Landa
- Verónica Ponieman
- Ana Laura Macagno
- Miguel Ángel Macagno
- Fernando Salvador
- Micaela Brunoldi
- Iñigo Bañuelos
- Fernando Alegría

## Premis
Per la seva labor en aquest, el seu últim film, l'actriu Bárbara Mujica va ser guardonada amb el Premi Cóndor de Plata a la millor actriu per l'Asociación de Cronistas Cinematográficos de la Argentina.

## Comentaris
Paraná Sendrós a Ámbito Financiero va escriure:
| « | «Argentins i bascos en un film edulcorat.» | » |

Ricardo García Oliveri  a Clarín va dir:
| « | «És una obra oberta, poètica que renuncia en forma deliberada al ganxo argumental…i aconsegueix exactament el que s'havia proposat: convertir-se en una evocació sentida, nostàlgica..» | » |